# The Skreppers
The Skreppers sind eine in Finnland gegründete Psychobillyband.

## Geschichte
Frontman ist „Special K“, auch unter dem Namen Hiili Hiilesmaa bekannt, der bereits Producer von Bands wie The 69 Eyes, Moonspell oder auch HIM war. Für letztere waren die Skreppers schon des Öfteren als Supportact tätig.
Im Jahre 1999 erschien das erste Album Splish, Splash! Every Night? nach diversen Konzerten in Finnland, Schweden und Deutschland. Im Jahre 2002 folgte dann das Album Hedonist Hellcats und man begann Europa etwas weitläufiger zu bereisen. Nach einem Labelwechsel brachte die Gruppe 2004 das Album Call of the Trash heraus und zwei Jahre später folgte das vierte Werk namens Pain in the Right Place.

## Stil
Die Musik der Skreppers weist Elemente aus Punk, Psychobilly und dem Rock ’n’ Roll auf.
Textlich behandelt die Band hauptsächlich die sexuelle Welt und dies auch recht ausführlich, was an Songs wie Translucentsexxxexpress oder auch Make Love Muslim Girl deutlich wird.

## Diskografie

### Alben
- 1999: Splish, Splash! Every Night?
- 2002: Hedonist Hellcats
- 2004: Call of the Trash
- 2006: Pain in the Right Place
- 2007: Stilettos
- 2012: Sherwood Gays

### Singles
- 2004: Simsala Bimsala / Jesus Saved My Sex Life
- 2006: Psychoscitzo

### Videos
- 1995: Cake, Powder and Motorcycles
- 2002: Dog, I wanna Be Your Bone
- 2002: Translucentsexxxexpress
- 2004: Let's Die Together, Sheena
- 2006: He's My Sister
- 2006: Fifteen, Sixteen, Seventeen
- 2007: Psychoscitzo
- 2011: Sherwood Shake
- 2012: Gay City Roller
- 2012: Ding Dong